# Astragalus biovulatus
Astragalus biovulatus är en ärtväxtart som beskrevs av Aleksandr Andrejevitj Bunge. Astragalus biovulatus ingår i släktet vedlar, och familjen ärtväxter. Inga underarter finns listade i Catalogue of Life.